# Apam johol
Apam johol ou apam daun rambai est un gâteau de riz sucré, aliment traditionnel, originaire de Negeri Sembilan, en Malaisie. Le mets est enveloppé dans des feuilles de Baccaurea motleyana pour en préserver l'arôme et lui donner un bel aspect. Il est parfois consommé avec du rendang, du sambal tumis et de la bouillie de haricots. Il est généralement servi au petit déjeuner ou à l'heure du thé. 